# Bilabria ornata
Bilabria ornata es una especie de pez de la familia de los Zoarcidae en el orden de los perciformes.

## Morfología
Los machos pueden llegar a alcanzar los 19,8 cm de longitud total.

## Hábitat
Es un pez de mar y de aguas profundas que vive entre 20-70 m de profundidad

## Distribución geográfica
Se encuentra en el Mar de Ojotsk y el norte del Mar del Japón.

## Observaciones
Es inofensivo para los humanos. 